# 三亚红塘湾国际机场
三亚红塘湾国际机场是在三亚市填海建设28平方公里大型空港，机场用海面积17平方公里，人工岛面积约15.7平方公里，护岸总长15601.6米，陆域填方量约46274.1万立方米。
2017年，海航集团兴建的三亚新机场人工岛填海项目尚未完成审批，就已经在红塘湾海域开工，7月，国家海洋局作出“不予批准”的决定。2020年6月，三亚红塘湾机场项目两公司因违规填海造地，被处以8000万人民币的罚款。
在多次被叫停后，于2019年重新复建，工程总工期5年。预计2024年至2025年完工。其中非法填海部分需要拆除。